# ТЕС Barra Bioenergia
22°28′36″ пд. ш. 48°32′1″ зх. д. / 22.47667° пд. ш. 48.53361° зх. д.
ТЕС Barra Bioenergia — теплова електростанція у бразильському штаті Сан-Паулу в місті Барра-Боніта, якою доповнили належний компанії Cosan завод з виробництва цукру та етанолу.
В 2010 році на майданчику ТЕС стали до ладу дві парові турбіни потужністю по 33 МВт, а у 2012-му до них додали ще дві парові турбіни з показниками по 35 МВт.
Особливістю станції є те, що вона спалює багасу – жом цукрової тростини.
Видача продукції відбувається по ЛЕП, розрахованій на роботу під напругою 88 кВ.